# مارکو مارکاتو
مارکو مارکاتو (ایتالیایی: Marco Marcato؛ زادهٔ ۱۱ فوریهٔ ۱۹۸۴) دوچرخه‌سوار اهل ایتالیا است.
از باشگاه‌هایی که در آن رکاب زده‌است می‌توان به وانتی–گروپ گوبر، لیکویگاس، تیم دوچرخه‌سواری وکانسولیل–دی‌سی‌ام، سایکل کولستروپ، و تیم یوای‌ئی امارات اشاره کرد.